# Яшка Алпатов
Яшка Алпатов (Яшко Алпатов) (? — 1856) — казак из станицы Наурская, во время Кавказской войны бежал к чеченцам и был назначен командиром чеченских отрядов, которые совершили диверсии за Терек.
Во время посещения жены был схвачен императорскими войсками в станице Наурской и повешен на кургане, которое позже назван в его честь «Алпатов курган».
Имам Шамиль ценил Яшко за храбрость и бесстрашие.

## Первый набег
В 1842 году попался в краже и был высечен в станичном правлении, после чего бежал к чеченцам, где сошёлся с тремя беглыми: Филатом Алёшечкиным, Зотом Чериным и Михеем Гуляевым (Корчагиным).
Яшко в первый свой набег за Терек с чеченской стороны пошёл под началом Зота Черина, с двумя чеченцами и беглым солдатом-поляком. Они переправились через Терек у поста Нижнепрогонного, возле станицы Червленной захватили четырёх пасшихся лошадей, но на обратном пути напоролись на казачий секрет и под огнём караульных, бросив захваченных лошадей, бежали, с большим трудом оторвавшись от преследования.
Родные исхлопотали ему у начальства прощение. Алпатов вернулся домой к жене и двум детям.

## На стороне чеченцев
В 1845 году на свадьбе проявил неуважение к станичному начальнику Фёдору Ивановичу, в ту же ночь уворовал двух лошадей у командира полка полковника барона Аминова и скрылся с ними в горы.
Не раз ему удавалось отгонять казачий скот в Чечню. В апреле 1845 года, когда он с сообщниками захватил недалеко от станицы Наурской нескольких лошадей и быков, при возвращении с добычей, когда они переправились через Терек, их настиг казачий разъезд, который открыл огонь, и им пришлось бросить отгоняемую добычу на одном из островов посреди Терека.
Яшко и его друзья ушли невредимыми, но по дороге обнаружилось, что Зот обронил кинжал и пистолет. Не слушая никого, он повернул коня и вместе с тремя чеченцами вернулся на границу, чтобы найти потерянное оружие. Прямо на границе они попали в засаду казаков, в результате чеченцы были убиты. Зоту уйти тоже не удалось, его взяли живым, привели в Наурскую и там судили военным судом, который приговорил его к расстрелу.

## Казнь
Иногда, переодевшись в форму казачьего офицера, Яшко ездил в родную станицу к жене. В одно из этих посещений он и был схвачен в 1856 году прямо в станице и казнён на кургане, позже названном в его честь Алпатовским. Перед смертью он от исповеди отказался, заявив, что мусульманин, и по-чеченски обратился к представителям чеченских общин (которых специально согнали из-за Терека на его казнь), попросив похоронить его в ауле.